# Pothyne celebensis
Pothyne celebensis är en skalbaggsart som beskrevs av Stefan von Breuning 1940. Pothyne celebensis ingår i släktet Pothyne och familjen långhorningar.
Artens utbredningsområde är Sulawesi. Inga underarter finns listade i Catalogue of Life.